# 재내격
문법에서 재내격(영어:inessive case, 축약:INE, 라틴어의 inesse"안에 있다"에서 유래)는위치를 나타내는 격이다. 이 격의 기본 의미는 "안에"(영어:in)이다. 다음은 그 예시이다.
"집 안에"  "talo·ssa" (핀란드어,  "maja·s" (에스토니아어), "куд·са" (kud·sa) ([Moksha어), "etxea·n" (바스크어), "nam·e"(리투아니아어, "sāt·ā (Latgalian어),  "ház·ban" (헝가리어)
핀란드어에서 재내격은 조사 "ssa/ssä"를 통해 실현된다. 에스토니아어는 "s"를 속격 어근에 더한다. Moksha어에서는, "са" (sa)를 더한다. 헝가리어에서는, 선어말 어미 "ban/ben"이 가장 많이 쓰이지만 "on/en/ön"도 도시에서 쓰인다.
핀란드어에서 재내격은 여섯 장소격 중 첫 번째로 간주된다. 나머지 다섯은 다음과 같다.

## 같이 보기
다른 위치격들은 다음과 같다,
- 탈외격 ("-밖에서부터”)
- 탈내격 ("-안에서부터")
- 향내격 ("-안으로")
- 근접격 ("-위에")
- 탈격 ("-로부터”)

## 핀란드어
핀란드어의 재내격은 모음조화에 따라 명사나 관련된 형용사에 붙는 접미사 -ssa 또는 -ssä로 실현된다.
재내격은 다음 의미를 가진다.
1. 정적 상태 표현
asumme Suomessa = 우리는 핀란드에 산다
2. (시간 부사와 함께) 어떤 일이 완성되기까지 걸리는 시간 표현
kahdessa vuodessa = 2년 내로, 2년 동안
3. 밀접히 연관된 두 사물
Katja Lehtinen puhelimessa = 핸드폰에 Katja Lehtinen이 있다.
sormus on sormessani = 반지가 내 손가락에 있다. 
4. 계사 olla와 함께, 실재하는 논항으로 사물의 소유를 나타낼 때
sanomalehdessä on 68 sivua = 신문은 68쪽이다. 
5. 동사 käydä, vierailla와 함께
minä käyn baarissa = 나는 술집을 방문했다. 

## 추가 문헌
- Karlsson, Fred (2018). 《Finnish - A Comprehensive Grammar》. London and New York: Routledge. ISBN 978-1-138-82104-0.
- Anhava, Jaakko (2015). “Criteria For Case Forms in Finnish and Hungarian Grammars”. 《journal.fi》. Helsinki: Finnish Scholarly Journals Online.